# Конституція Північної Кореї
 Соціалістична Конституція КНДР (кор. 조선민주주의인민공화국 사회주의헌법), Кімірсенівсько-кімченірівська конституція (김일성—김정일헌법, до 2012 року Кімірсенівська конституція, 김일성헌법) — головний закон Корейської Народно-Демократичної Республіки.

## Історія
Як пише японський історик Н. Сімотомаї в монографії «Кім Ір Сен і Кремль: Північна Корея епохи холодної війни (1945-1961 рр.): Видання МГИМО-Университет», 2009 на сторінках 82-84, проект конституції майбутньої КНДР обговорювалося в Москві з участю Й. В. Сталіна, В. М. Молотова і майбутнього першого посла СРСР в КНДР Т. Ф. Штикова. Перша Конституція була прийнята в КНДР 8 вересня 1948 року. У ній, зокрема, столицею КНДР проголошувався Сеул (фактично непідконтрольний північнокорейському народу), були встановлені основи державного устрою. У 1954 і 1955 роках до Конституції були внесені зміни.
Нині діюча Конституція була прийнята п'ятим скликанням
Верховних народних зборів КНДР 27 грудня 1972 року. Зміни до Конституції вносилися 9 квітня 1992 року, 5 вересня 1998 року , 27 вересня 2009 року. Останні поправки до Конституції вносилися в 2013  році.

## Конституційні джерела права у КНДР
У статті 156 Конституції наводиться перелік джерел права КНДР. Зокрема, до них віднесені: 1) Конституція, 2) закони, постанови та рішення Верховного народного зібрання, 3) накази голови національної комісії оборони, 4) рішення і директиви національної комісії оборони, 5) декрети, рішення і директиви Президії Верховного народного зібрання, 6) рішення та директиви Кабінету.

## Зміни 2009 року
У вересні 2009 року з'явилися повідомлення, що КНДР переглянула свою Конституцію. Зокрема, з неї було виключено згадку про комунізм . Також вперше в Конституції були відображені повноваження
Кім Чен Іра як глави держави: до статті 100 було внесено положення про те, що «голова Державного комітету оборони є вищим керівником Корейської Народно-Демократичної Республіки».

## Зміни 2012 року
Поправка до конституції була внесена на сесії Верховних Народних Зборів КНДР у квітні 2012 року.
Зміни:
- Змінено назву Конституції
- КНДР є ядерною державою.

## Структура конституції
- Преамбула
- Розділ 1. Політика
- Розділ 2. Економіка
- Розділ 3. Культура
- Розділ 4. Оборона країни
- Розділ 5. Основні права та обов'язки громадян
- Розділ 6. Державні органи
  - Пункт 1. Верховні Народні Збори
  - Пункт 2. Голова Державного Комітету Оборони
  - Пункт 3. Державний Комітет Оборони
  - Пункт 4. Президія Верховних Народних Зборів
  - Пункт 5. Кабінет міністрів
  - Пункт 6. Місцеві Народні збори
  - Пункт 7. Місцеві Народні комітети
  - Пункт 8. Прокуратура і суд
- Розділ 7. Герб, прапор, гімн та столиця